# Selaginella valdepilosa
Selaginella valdepilosa är en mosslummerväxtart. Selaginella valdepilosa ingår i släktet mosslumrar, och familjen mosslummerväxter.

## Underarter
Arten delas in i följande underarter:
- S. v. tricholoma
- S. v. valdepilosa